# Sägeblättlinge
Die Sägeblättlinge (Lentinus) sind eine Pilzgattung aus der Familie der Stielporlingsverwandten (Polyporaceae). Die Arten der Gattung sind Holzbewohner (Saprobionten) auf Nadel- und Laubbäumen und erzeugen im Holz eine Weißfäule.

## Merkmale
Die Arten der Gattung bilden meist kleine, mittelgroße bis große Fruchtkörper mit lamelligem bis poroidem Hymenophor und Übergängen zwischen beiden Fruchtkörpertypen. Der Hut ist anfangs konvex, bei älteren Exemplaren kann er niedergedrückt mit eingesenkter Mitte sein. Der Hutrand ist jung eingerollt und oft behaart. Die Hutmitte ist glatt, filzig oder schuppig. Die am Stiel herablaufenden, ziemlich gedrängten Lamellen oder engen bis weiten Poren sind weißlich bis fleischfarben oder ockerbräunlich. Die Schneiden sind zumindest bei alten, lamellaten Fruchtkörpern schartig und grob gesägt bis zerrissen, die Poren der stielporlingsartigen Arten zumindest oft schartig. Der Stiel ist etwas exzentrisch oder fast zentral ausgebildet. Das weißliche Fleisch (Trama) ist zunächst weich bis ledrig zäh, wird aber beim Trocknen holzartig und zäh.

## Systematik und Gattungsabgrenzung
Die Gattung der Sägeblättlinge ist innerhalb der Familie der Stielporlingsartigen (Polyporales) nahe mit den Gattungen Coriolopsis, Earliella, Fomes, Lignosus und Microporus verwandt. Mittlerweile wurden zu den Arten mit lamelligem Hymenophor auch Arten mit stielporlingsartigen Fruchtkörpern, die früher zur Gattung der Stielporlinge (Polyporus) gezählt wurden, in die Gattung Lentinus überführt.
Die früher zur Gattung gehörenden Braunfäule auslösende Arten sind mit ihnen nicht näher verwandt, sondern gehören zur Ordnung der Gloeophyllales. Sie wurden u. a. aufgrund des anderen Fäulnistypis bereits 1985 in die Gattung Neolentinus separiert, was später genetisch bestätigt wurde. Die Knäuelinge (Panus) unterscheiden sich von den Sägeblättlingen durch glatte oder nur schwach gesägte Lamellenschneiden sowie das Fehlen dickwandiger Skeletthyphen im Hutfleisch. Die Knäuelinge im engen Sinn sind nur sehr entfernt mit den Sägeblättlingen verwandt und gehören nicht einmal in die gleiche Ordnung.

## Arten
Die Gattung ist hauptsächlich subtropisch verbreitet. In Europa kommen vier Arten vor.
Sägeblättlinge (Lentinus) in Europa
| Deutscher Name              | Wissenschaftlicher Name | Autorenzitat                               |
| --------------------------- | ----------------------- | ------------------------------------------ |
| Weitlöcheriger Stielporling | Lentinus arcularius     | (Batsch 1783) Zmitr. 2010                  |
| Winter-Stielporling         | Lentinus brumalis       | (Pers. 1794) Zmitr. 2010                   |
| Mai-Stielporling            | Lentinus substrictus    | (Bolton 1792) Zmitr. & A.E. Kovalenko 2016 |
| Getigerter Sägeblättling    | Lentinus tigrinus       | (Bull. 1782) Fr. 1825                      |

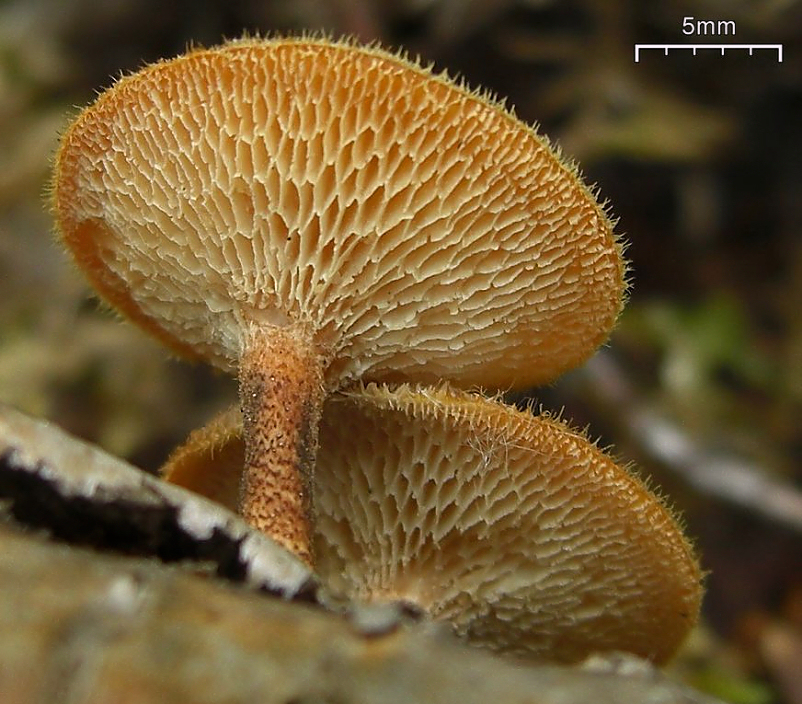
Weitlöcheriger Stielporling Lentinus arcularius
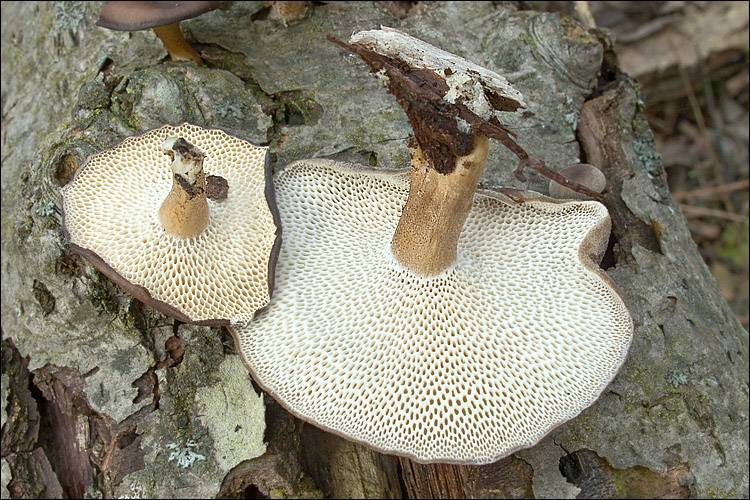
Winter-Stielporling Lentinus brumalis
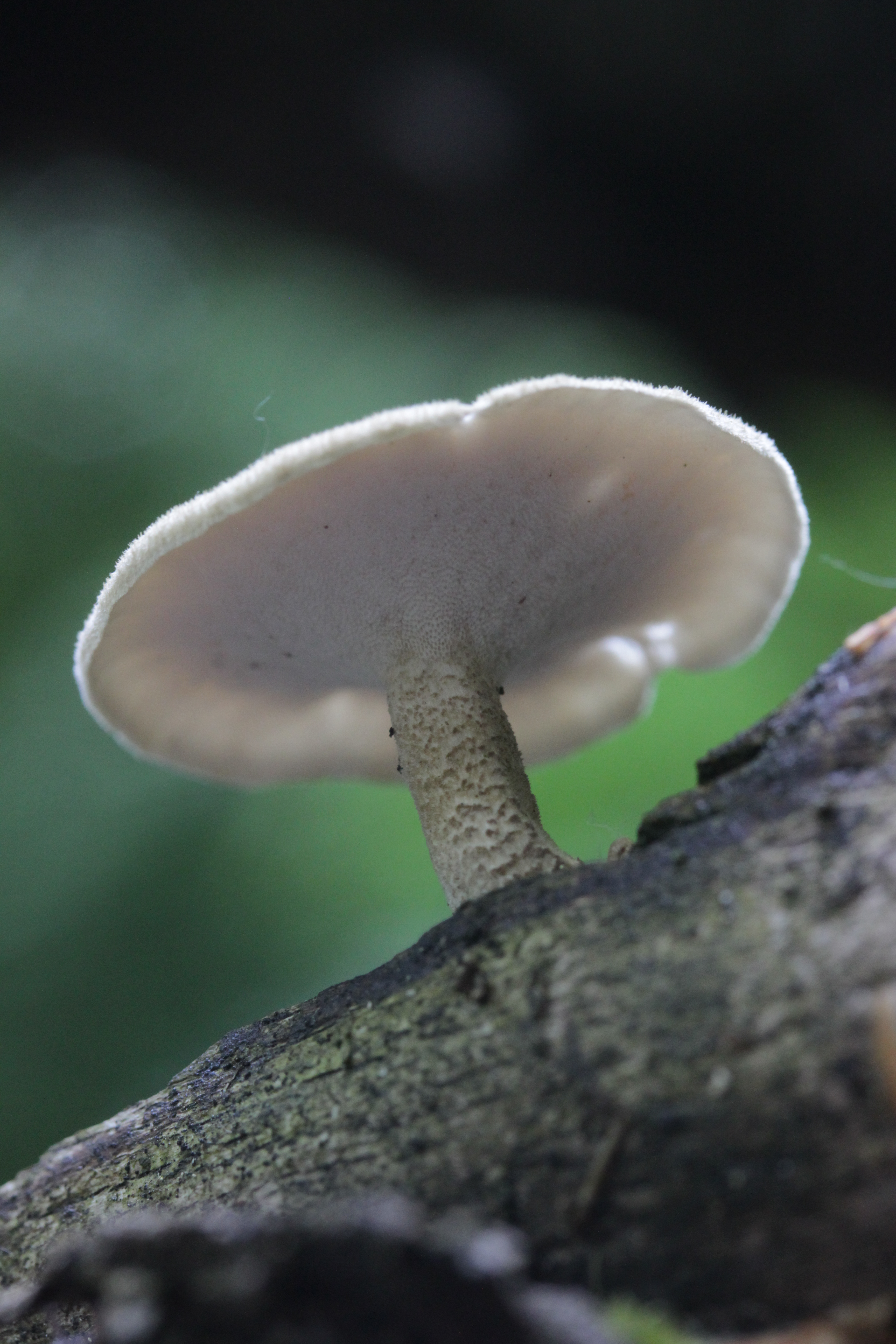
Maiporling Lentinus substrictus
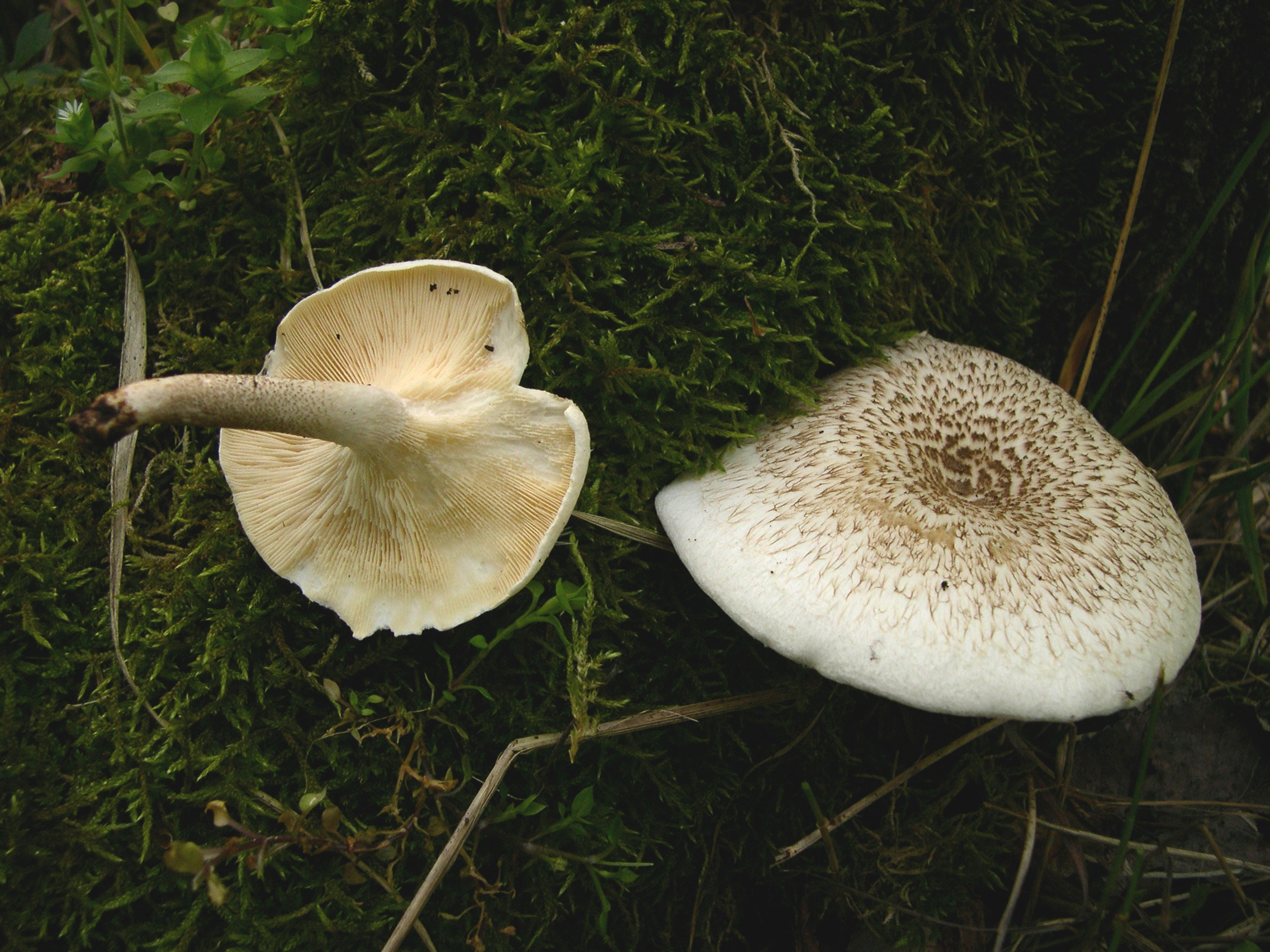
Getigerter Sägeblättling Lentinus tigrinus

## Bedeutung
Einige Arten werden durch Befall und Zerstörung von verbautem Holz schädlich.

## Namensherkunft
Der deutsche Namen nimmt auf die gesägte Lamellenschneide der Arten mit Lamellen Bezug. Der wissenschaftliche Name ist von lateinisch lentus – zäh, biegsam, langsam abgeleitet und spielt auf das lederig-feste, bei Trockenheit knochenharte Fleisch der Fruchtkörper an.

## Sonstiges
Der heute in eine eigene, monotypische Gattung gestellte Shiitake (Lentinula edodes) wurde früher zur Gattung Lentinus gezählt.